# 한희유
한희유(韓希愈, ? ~ 1306년)는 고려 말기의 무신이다. 가주 한씨의 시조이다.

## 이력
- 1271년 대장군으로 김방경을 따라 진도·탐라 등지에서 삼별초를 정벌하는 데 공을 세웠다.
- 1274년 여·몽 연합군이 일본을 정벌할 때 앞장서서 활약하였다.
- 1291년 원나라에서 반란을 일으킨 합단이 고려로 침입해 오자, 원의 장수 설도간과 함께 이를 막아 공을 세웠다. 후에 충렬왕을 모시고 연경에 갔으며, 그 곳에서 죽었다.